# The Boston Tea Party
The Boston Tea Party è un cortometraggio muto del 1908 diretto da Edwin S. Porter. Diviso in numerose e brevi scene, racconta, romanzandoli, gli avvenimenti che portarono poi il 16 dicembre 1773 un gruppo di Sons of Liberty travestiti da indiani ad attaccare una nave inglese e a gettare in acqua il carico, in risposta all'aumento della tassa sul tè.
Il film fu l'esordio sullo schermo per Charles Ogle, un attore teatrale che avrebbe girato oltre 300 film nella sua carriera durata fino al 1926.

## Trama
Prima della tempesta. I coloni discutono, mentre i Sons of Liberty sono pronti ad agire. Durante un giorno di mercato, in una taverna giunge l'eroe. Viene decisa una riunione di massa e mandato il messaggio ai convenuti. Un informatore cerca di vendere le proprie informazioni. L'eroina accoglie l'eroe.

Al quartier generale britannico, l'informatore fa rapporto. Alla testa di un gruppo di soldati, va alla ricerca dell'eroe ma viene superato in astuzia dall'eroina, che riesce a far fugglire l'eroe. La tassa sul tè provoca la reazione dei Sons of Liberty che, travestiti da indiani, attaccano nel porto di Boston la nave che trasporta il carico di tè. L'attacco, inatteso, ha successo e l'equipaggio viene sopraffatto. Il carico viene accatastato sul pontile, ma arriva l'allarme. I soldati e l'equipaggio vengono catturati e il carico gettato in mare.

## Produzione
Il film fu prodotto dalla Edison Manufacturing Company. Venne girato a White Plains, Hoboken e a New York.

## Distribuzione
Il copyright, richiesto dalla Edison Mfg. Co., fu registrato l'11 luglio 1908  con il numero H113297-H113301.
Il film, un cortometraggio in una bobina, uscì nelle sale degli Stati Uniti il 15 luglio 1908, distribuito dalla Edison Manufacturing Company.

### Critica
Su Moving Picture World del 28 novembre 1908 uscì una recensione del film, dove si faceva notare che qualcosa era stato aggiunto alla storia originale per renderla un po' più romantica. Nel complesso, si diceva che il film era venuto bene, ad eccezione di qualche scena con la fotografia carente, che lasciava molto spazio all'immaginazione perché risultava troppo scura. L'azione, tuttavia, veniva definita vivace e la storia narrata con chiarezza. In qualche sala il film aveva ricevuto applausi vigorosi, mentre in altre è stato accolto in silenzio.